# 渡辺京二
渡辺 京二（わたなべ きょうじ、1930年8月1日 - 2022年12月25日）は、熊本市在住の日本の思想史家・歴史家・評論家。幕末・明治期の異邦人の訪日記を網羅した『逝きし世の面影』が著名。

## 来歴
日活映画の活動弁士であった父・次郎と母・かね子の子として京都府紀伊郡深草町（現：京都市伏見区深草）に生まれる
。誕生日は8月1日となっているが、これは出生届の提出時に父が間違えたもので、実際の誕生は9月1日という。
1938年（昭和13年）、当時大陸で映画館の支配人をしていた父を追って中華民国・北京に移住、その二年後に大連に移り、南山麓小学校から大連第一中学校へ進む。1947年（昭和22年）、大連から日本に引揚げ、戦災で母の実家が身を寄せていた菩提寺の六畳間に寄寓する。
旧制熊本中学校に通い、1948年（昭和23年）に日本共産党に入党する。同年第五高等学校に入学するが、翌1949年（昭和24年）結核を発症、国立結核療養所に入所し、1953年（昭和28年）までの約四年半をそこで過ごした。1956年（昭和31年）、ハンガリー事件により共産主義運動に絶望、離党する。
法政大学社会学部卒業。書評紙日本読書新聞編集者、河合塾福岡校講師を経て、河合文化教育研究所主任研究員。2010年には熊本大学大学院社会文化科学研究科客員教授に就いた。
2022年12月25日死去。92歳没。

## 著述
- 1998年に、近世から近代前夜にかけてを主題とし、幕末維新に訪日した外国人たちの滞在記を題材として、江戸時代を明治維新により滅亡した一個のユニークな文明として甦らせた『逝きし世の面影』[注釈 1]を刊行した。
- 2010年に、北方における日本・ロシア・アイヌの交渉史をテーマとした『黒船前夜』を刊行した。
- 総合雑誌『選択』誌上で、『追想 バテレンの世紀』を長期連載した。2017年に完結。
- 熊本県に本拠を置く「人間学研究会」は、渡辺が組織した勉強会であり同会が発行する雑誌『道標』にもエッセイ、評論等を多く寄稿し、弦書房などで刊行。

## 評価
西部邁は『逝きし世の面影』について、「渡辺京二さんが『逝きし世の面影』（平凡社ライブラリー）という本で面白いことをやっていまして、幕末から明治にかけて日本を訪れたヨーロッパ人たちの手紙、論文、エッセイその他を膨大に渉猟して、当時の西洋人が見た日本の姿――いまや失われてしまった、逝きし世の面影――を浮かび上がらせているのです。（中略）この本を読むと、多くのヨーロッパ人たちが、この美しき真珠のような国が壊されようとしていると書き残しています。」と評した。

## 受賞
- 『北一輝』- 第33回毎日出版文化賞（人文・社会部門、1979年）
- 『逝きし世の面影』- 第12回和辻哲郎文化賞（一般部門、1999年）
- 『黒船前夜』- 第37回大佛次郎賞（2010年度）
- 『バテレンの世紀』- 第70回読売文学賞（評論・伝記賞、2018年度）
- 熊本県近代文化功労者 - 第71回（2021年）

## 著書
※は電子書籍で再刊
- 『熊本県人』「日本人国記」新人物往来社、1973年／言視舎（改訂版）、2012年
- 『小さきものの死　渡辺京二評論集』 葦書房（福岡）、1975年
- 『評伝 宮崎滔天』 大和書房、1976年、大和選書、1985年／書肆心水（改訂版）、2006年
- 『神風連とその時代』 葦書房（福岡）、1977年／洋泉社MC新書、2006年、洋泉社新書y、2011年
- 『北一輝』 朝日新聞社〈朝日評伝選22〉、1978年 - 毎日出版文化賞受賞（第33回 人文・社会部門）
  - 朝日選書、1985年／ちくま学芸文庫（解説臼井隆一郎）、2007年
- 『日本コミューン主義の系譜　渡辺京二評論集』 葦書房（福岡）、1980年
- 『地方という鏡』 葦書房（福岡）、1980年
- 『案内 世界の文学』 日本エディタースクール出版部、1982年
  - 新版『娘への読書案内　世界文学23篇』 朝日新聞社〈朝日文庫〉、1989年　
  - 再訂版『私の世界文学案内　物語の隠れた小径へ』 ちくま学芸文庫（解説三砂ちづる）、2011年
- 『ことばの射程』 葦書房（福岡）、1983年
- 『なぜいま人類史か』 葦書房（福岡）、1986年／洋泉社MC新書、2007年、洋泉社新書y、2011年
- 『逝きし世の面影』[5] 葦書房（福岡）、1998年／平凡社ライブラリー（解説平川祐弘）※、2005年 - 和辻哲郎文化賞受賞（第12回）
- 『渡辺京二評論集成I　日本近代の逆説』 葦書房（福岡）、1999年
- 『渡辺京二評論集成II　新編 小さきものの死』 葦書房（福岡）、2000年
- 『渡辺京二評論集成III　荒野に立つ虹』 葦書房（福岡）、1999年
  - 『新編 荒野に立つ虹』 弦書房、2016年12月[注釈 2]
- 『渡辺京二評論集成IV　隠れた小径』 葦書房（福岡）、2000年
- 『日本近世の起源　戦国乱世から徳川の平和へ』 弓立社、2004年／洋泉社MC新書、2008年、洋泉社新書y、2011年／弦書房（解説三浦小太郎）、2024年
- 『江戸という幻景』 弦書房（福岡）、2004年、新装版2023年
- 『アーリイモダンの夢』 弦書房、2008年
- 『黒船前夜　ロシア・アイヌ・日本の三国志』 洋泉社、2010年／洋泉社新書y、2019年／弦書房（解説三浦小太郎）、2023年8月 - 大佛次郎賞受賞（第37回）
- 『維新の夢　渡辺京二コレクション<1> 史論』 ちくま学芸文庫（解説三浦小太郎）※、2011年6月
- 『民衆という幻像　渡辺京二コレクション<2> 民衆論』 ちくま学芸文庫（解説髙山文彦）※、2011年7月。各・小川哲生編[注釈 3]
- 『未踏の野を過ぎて』 弦書房、2011年11月
- 『細部にやどる夢　私と西洋文学』 石風社、2011年12月
- 『ドストエフスキイの政治思想』 洋泉社新書y、2012年。「作家の日記」論
- 『もうひとつのこの世　石牟礼道子の宇宙』 弦書房、2013年6月
- 『近代の呪い』 平凡社新書、2013年10月／平凡社ライブラリー（増補版）※、2023年12月。講演録
- 『万象の訪れ　わが思索』 弦書房、2013年11月
- 『幻影の明治　名もなき人びとの肖像』 平凡社、2014年3月／平凡社ライブラリー（新保祐司と新版対談）※、2018年8月
- 『無名の人生』 文春新書※、2014年8月[注釈 4]
- 『さらば、政治よ　旅の仲間へ』 晶文社、2016年6月
- 『父母の記　私的昭和の面影』 平凡社※、2016年8月
- 『私のロシア文学』 文藝春秋〈文春学藝ライブラリー〉、2016年8月
- 『日本詩歌思出草』 平凡社、2017年4月。他に「書くこと生きること」
- 『死民と日常　私の水俣病闘争』 弦書房、2017年11月、新装版2025年
- 『バテレンの世紀』 新潮社※、2017年11月
- 『原発とジャングル』 晶文社※、2018年5月。評論集
- 『預言の哀しみ　石牟礼道子の宇宙Ⅱ』 弦書房、2018年11月
- 『夢ひらく彼方へ　ファンタジーの周辺』 亜紀書房（上・下）、2019年8月-10月／平凡社ライブラリー（全1巻、解説鈴木敏夫）※、2024年12月
- 『幻のえにし　渡辺京二発言集』 弦書房、2020年10月。主に講演録
- 『あなたにとって文学とは何か』 九州文化協会（忘羊社）、2021年5月。講演冊子
- 『肩書のない人生　渡辺京二発言集2』 弦書房、2021年11月[注釈 5]
- 『小さきものの近代 1』 弦書房、2022年7月。熊本日日新聞に連載
- 『夢と一生』 河合ブックレット、2023年2月[注釈 6]
- 『小さきものの近代 2』 弦書房、2024年2月。遺著（あとがき浪床敬子、解説三浦小太郎）

### 共著
- 『日本の国土 日本人にとってアジアとは何か』 有斐閣新書、1982年。橋川文三ら全5名
- 『近代をどう超えるか－渡辺京二対談集』 弦書房、2003年。有馬学・中野三敏ら全7名
- 『女子学生、渡辺京二に会いに行く』 亜紀書房、2011年／文春文庫、2014年12月。津田塾大学三砂ちづるゼミとの共著
- 『気になる人』 晶文社、2015年5月。インタビューした訪問記
- 『渡辺京二×武田修志・博幸 往復書簡集 1998〜2022』 弦書房、2023年12月。両者は兄弟で弟子

### 訳書
- イヴァン・イリイチ『コンヴィヴィアリティのための道具』、渡辺梨佐と共訳

日本エディタースクール出版部、1989年／ちくま学芸文庫、2015年

## その他

### 評伝
- 三浦小太郎『渡辺京二』 言視舎<評伝選>、2016年
- 三浦小太郎『渡辺京二論　隠れた小径を行く』 弦書房、2024年11月。続編
- 米本浩二『魂の邂逅　石牟礼道子と渡辺京二』 新潮社、2020年
- 米本浩二『水俣病闘争史』 河出書房新社、2022年
- 米本浩二『実録・苦海浄土』 河出書房新社、2024年5月

### ドキュメンタリー
- こころの時代「小さきものの声を聞く〜思想史家・渡辺京二の遺言〜」（2023年1月8日、NHK Eテレ）[6]